# Calpazia
Calpazia is een kevergeslacht uit de familie van de boktorren (Cerambycidae). De wetenschappelijke naam van het geslacht werd voor het eerst geldig gepubliceerd in 1857 door Pascoe.

## Soorten
Calpazia is monotypisch en omvat slechts de volgende soort:
- Calpazia vermicularis Pascoe, 1857